# Гран-Вилайя
Гран-Вилайя, Gran Vilaya — комплекс из нескольких руин и археологических памятников доинкской культуры Чачапойя. Комплекс открыл и дал ему название американский путешественник Джин Савой в 1985 году. Он расположен на большой территории в долине реки Уткубамба на севере Перу, к западу от руин крепости Куэлап.
По оценкам, на территории археологической зоны существовало до 5000 зданий и сооружений, некоторые — круглой, некоторые — прямоугольной планировки. Все здания были сооружены из местного известняка. На многих стенах имеются геометрические отпечатки, изображащие людей и животных: змею, кондора или пуму (змея — в виде зигзага, глаза пумы имеют форму «бриллиантов»).
Гран-Вилайя является местом паломничества туристов. Несколько туристических фирм организуют экскурсии по данной территории, пеших или конных, которые заканчиваются обычно в крепости Куэлап.